# 漏斗胸
漏斗胸（ろうときょう）は胸壁外科疾患の一つ。胸骨が前方へ突きだす鳩胸とは異なる。

## 一般的な治療法
手術

### 胸腔鏡下胸骨挙上術（Nuss法）
日本では、漏斗胸手術の標準的な術式となっている。肋骨下にチタン製又はステンレス製のバー及び必要に応じてスタビライザーを2〜3年留置。その後抜去することで胸骨を拳上する方法。メリットとして胸前部における傷が胸肋挙上術変法に比べて小さく目立ちにくい。又、骨を切開しないため胸肋挙上術変法のような骨からくる痛みを伴わない。そして「凹みが治る」点に加えて「扁平胸郭」を解決する。デメリットとして胸肋挙上術変法ではしない脇部分の切開(バー挿入のため)をするため術後数日間傷の痛みが伴う。そのため硬膜外麻酔を必要とする。また、合併症のリスクもある。合併症においては川崎医科大学及び西宮渡辺心臓脳・血管センター漏斗胸治療センターにおける研究でステロイドが効果的であったと発表されている。術後からバーを抜くまで、バーの偏位を防ぐため、柔道などの運動制限がある。

### 胸肋挙上術変法
肋軟骨を一部切開し残った肋軟骨と胸骨を再縫合する術式。第2,3肋軟骨から第7肋軟骨まで広範囲を切開するのが一般的である。メリットとして胸肋挙上術に比べて傷が目立ちにくく、後述するバキュームベルよりも効果も期待できる。Nuss法より合併症が少ないと主張する外科医もいる。デメリットとして骨を切開するため痛みを伴う。また、「凹みが治る」という局所的な問題については解決するものの、胸郭全体の扁平さに関しては修正がされない。この点は、胸部にやや広範囲な肋骨切開が必要であるという点と並ぶ、欠点である。術後一定期間経過後、問題なくスポーツ活動が可能である。

### 胸骨翻転法
肋骨を切開し胸骨ごとひっくり返す方法。侵襲が大きい、出血量が多い、傷が目立ちやすいなどの理由から、nuss法が普及するにつれ行われなくなり、現在ではほとんど行われない。

内科的治療

### バキュームベル
胸部に装具を装着し外部から吸引する形で胸部を拳上する方法。メリットとして5歳から装着可能で手術不要のため痛みを伴わない。デメリットとしては吸引には限度があり、他の治療法ほどの効果は期待できない。